# Zac Stubblety-Cook
Izaac "Zac" Stubblety-Cook, född 4 januari 1999, är en australisk simmare.

## Karriär
Stubblety-Cook tävlade i fyra grenar vid olympiska sommarspelen 2020 i Tokyo. Han tog guld på 200 meter bröstsim med tiden 2.06,38, vilket var ett nytt olympiskt rekord. På 100 meter bröstsim slutade Stubblety-Cook på 24:e plats och blev utslagen i försöksheatet. Han var också en del av Australiens lag som tog brons på 4×100 meter mixed medley och som kom på femte plats på 4×100 meter medley.
I juni 2022 vid VM i Budapest tog Stubblety-Cook guld på 200 meter bröstsim. Han var även en del av Autraliens kapplag som tog silver på 4×100 meter mixed medley.
I juli 2023 vid VM i Fukuoka tog Stubblety-Cook silver på 200 meter bröstsim samt var en del av Australiens kapplag som tog silver på 4×100 meter mixed medley och brons på 4×100 meter medley.